# Gorrino
Gorrino is een plaats (frazione) in de Italiaanse gemeente Pezzolo Valle Uzzone.